# 伊塔
伊塔，是西班牙卡斯蒂利亚-拉曼恰瓜达拉哈拉省的一个市镇。总面积57平方公里，总人口283人（2001年），人口密度5人/平方公里。